# Oschoforia
Oschoforia – dionizyjskie święto obchodzone corocznie w starożytnej Grecji w miesiącu Pyanepsion (przełom września i października) mające podwójny charakter: żałobno-radosny.

## Mit ajtiologiczny
Według Plutarcha święto upamiętniało powrót Tezeusza z Krety po zabiciu Minotaura. Według mitu Tezeusz wypłynął pod czarnymi żaglami, ale jego ojciec, Ajgeus, kazał mu zmienić żagiel na biały jeśli powróci zwycięsko. Wracając z Krety Tezeusz zostawił Ariadnę na wyspie Naksos. Zasmucony utratą Ariadny zapomniał zmienić żagiel na biały, a jego ojciec zobaczywszy jakiego koloru jest żagiel od razu skoczył ze skały do Morza Egejskiego.
Wracając do Aten, Tezeusz zauważył tłum ludzi, którzy się cieszą z jego powrotu i płaczących z powodu śmierci ojca. Od razu gdy się dowiedział, że Ajgeus zginął, uroczyście go pochował.

## Przebieg i charakter święta
Święto Oschoforii obchodzone było głównie przez Ateńczyków. Miało charakter żałobno – radosny. Żałobny, gdyż żegnano starego króla, Ajgeusa, który zginął śmiercią samobójczą, a radosny, ponieważ cieszono się z powrotu Tezeusza i że nie trzeba było Krecie oddawać haniebnego haraczu.
Nazwa pochodzi od słów oschos (gr. ὄσχος) – gałązka i phero (gr. φέρω) – niosę. Głównym elementem obchodów była procesja (parapompe) prowadzona przez dwóch chłopców przebranych za dziewczęta i niosących gałązki winnej latorośli. Prawdopodobnie odbywał się również bieg efebów rozpoczynający się w świątyni Dionizosa i kończący w Faleronie.

### Opracowania
- Pierre Grimal: Słownik mitologii greckiej i rzymskiej. red. wydania polskiego Jerzy Łanowski, tłum. Jerzy Łanowski, Maria Bronarska, Barbara Górska, Anna Nikliborc, Joanna Sachse, Olga Szarska. Wrocław: Zakład Narodowy im. Ossolińskich, 1997. ISBN 83-04-04389-0.
- Włodzimierz Lengauer: Religijność starożytnych Greków. Warszawa: PWN, 1994. ISBN 83-01-11290-5.
- Pierre Vidal-Naquet: Czarny łowca. Formy myśli i formy życia społecznego w świecie greckim. tłum. Andrzej Stanisław Chankowski, Lech Trzcionkowski, Marek Węcowski, Aleksander Wolicki. Warszawa: Prószyński i S-ka, 2003. ISBN 83-7255-142-1.

### Teksty źródłowe
- Plutarch: Żywoty, t. I: Tezeusz / Romulus; Likurg / Numa. przeł. Kazimierz Korus, przypisami opatrzyli Kazimierz Korus i  Lech Trzcionkowski. Warszawa: 2004, seria: Biblioteka Antyczna. ISBN 83-7337-948-7.